# ثورة فنية
على مر التاريخ، مرت الأشكال الفنية بتغييرات مفاجئة دورية تسمى الثورات الفنية. وصلت الحركات إلى نهايتها لتحل محلها حركة جديدة مختلفة بوضوح في العديد من الطرق اللافتة للنظر.

## الثورة الفنية والثورات السياسية
يتمثل دور الفنون الجميلة في التعبير عن قيم الثقافة الحالية وفي نفس الوقت تقديم النقد، أو التوازن، أو البدائل لأي من هذه القيم التي تثبت أنها لم تعد مفيدة. مع تغير الزمن، يتغير الفن. وإذا كانت التغييرات مفاجئة فإنها تعتبر ثورات. سبق أفضل الفنانين تغيرات المجتمع ليس بسبب قدرتهم على التبصر بالغيب (رؤية المستقبل)، ولكن لأن الإدراك الحساس هو جزء من موهبتهم في الرؤية.
غالبًا ما كان على الفنانين الذين نجحوا كفاية في تصوير رؤىً عاشت حتى تراها الأجيال القادمة، أن يتنقلوا في مسار غير مأمون في كثير من الأحيان بين قدرتهم على رؤية وتنفيذ ما لا يستطيع الفنانون الأقل شأنًا القيام به، والبقاء جذابين في نفس الوقت لرعاة أقوياء يمكنهم تمويل رؤاهم. على سبيل المثال، مُجدت اللوحات الأرستقراطية في أوائل القرن السابع عشر عندما كانت هناك حاجة لقيادة تجمع التجمعات السياسية الصغيرة في أمةٍ واحدة، ولكن فيما بعد عندما أصبحت القيادة قمعية، زاد الهجاء وأصبح الاهتمام أقل بالقادة كموضوعات وأكثر بمحن البشرية الأكثر شيوعًا.
ليس هناك فن يدين لسلطة الدولة كما يفعل التصوير الفرنسي. كان في عصر الملكية المطلقة التي أطلقها لويس الرابع عشر في القرن السابع عشر، أن وضع الفنانون من أمثال بوسان ولوران فرنسا في طليعة الفن الأوروبي. إذ وجدت فرساي انعكاسها المهيب في الفكرة القوية للكلاسيكية - أسلوب التصوير، والذي استمر في الفنانين اللاحقين مثل إنجرس، الذي عبرت بساطته وعظمته عن السلطة في عالم فيه جوبيتر في جوف عرشه.
أمثلة على الفن الثوري المصاحب للحركات الثقافية والسياسية:
- الحركة التروتسكية ودييجو ريفيرا.
- حزب الفهد الأسود وإيموري دوغلاس.
- فن الملصقات الكوبي.
- الواقعية الاجتماعية وبن شاهن.
- الفن النسوي وفتيات حرب العصابات الثورية (الغوريللا غيرلز).
- عمال الصناعة في العالم (حركة عمال العالم) وودي غوثري.
- حركات المد الثوري.

## علميًا وتقنيًا (العلمية والتكنولوجية)
ليست كل الثورات الفنية سياسية. في بعض الأحيان، أحدثت الابتكارات العلمية والتكنولوجية تحولات غير متوقعة في أعمال الفنانين. فالثورة الأسلوبية المعروفة بالانطباعية، التي أسسها مصورون يتوقون إلى تصوير الألوان المتغيرة للضوء والظل بشكل أصح، لا يمكن فصلها عن الاكتشافات والاختراعات في منتصف القرن التاسع عشر الذي ولد فيه هذا الأسلوب.
بدأ أوجين شيفريل، الكيميائي الفرنسي الذي عُيِّن كمدير للأصباغ في المشغولات النسجية (التابستري) الفرنسية، في استكشاف الطبيعة البصرية للألوان بهدف تحسين اللون في الأقمشة. أدرك شيفريل أن العين، وليس الصبغة، هي التي كان لها التأثير الأكبر على اللون، وانطلاقًا من هذا، أحدث ثورة في نظرية الألوان باستيعاب ما أصبح يسمى قانون التباين المتزامن: إن الألوان تؤثر على بعضها البعض عندما تُوضع بجوار بعضها، فيفرض كلٌ منها اللون المكمل له على الآخر. تبنى(تقَّبل) الرسام الفرنسي أوجين ديلاكروا، الذي كان يجرب ما أسماه النغمات المكسورة، كتاب شيفرول، «قانون التباين في اللون (1839)» مع توضيحاته حول كيف يمكن للألوان المتجاورة أن تعزز أو تضعف من بعضها البعض، واستكشافه لجميع الألوان المرئية للطيف. استلهامًا من أطروحة شيفريل لعام 1839، نقل ديلاكروا حماسه للفنانين الشباب الذين ألهمهم. كان شيفريل هو الذي قاد الانطباعيين إلى فهم أنه ينبغي عليهم تطبيق ضربات فرشاة منفصلة من اللون النقي على اللوحة والسماح لعين المشاهد بمزجها بصريًا.
ساعدهم بشكل كبير في هذا الابتكارات في الألوان الزيتية نفسها. منذ عصر النهضة، كان على الرسامين طحن الأصباغ وإضافة الزيت ومن ثَمَّ تخليق ألوانهم الخاصة؛ تجف هذه الألوان المستهلكة للوقت بسرعة أيضًا، ما يجعل التصوير في الاستديو ضرورة للأعمال الكبيرة، وحدَّ من مزج الرسامين للألوان فلون أو لونان فقط في كل مرة وملء مساحة كاملة باستخدام لون واحد فقط قبل جفافه. في عام 1841، ابتكر رسام أمريكي محدود الشهرة يدعى جون ج. راند تحسينًا بسيطًا لم يكن ممكنًا للحركة الانطباعية أن تحدث بدونه: أنبوب القصدير الصغير المرن ذو الغطاء القابل للإزالة والذي يمكن تخزين الألوان الزيتية فيه. ظلت الألوان الزيتية المحفوظة في هذه الأنابيب رطبة وسهلة الاستخدام – ويمكن حملها بسهولة. لأول مرة منذ عصر النهضة، لم يكن الرسامون محاصرين بالإطار الزمني لمدى تجفيف طلاء الزيت.
يمكن بسهولة وضع الألوان في الأنابيب وحملها إلى العالم الحقيقي، لمراقبة تمثيل اللون والضوء الطبيعي مباشرة، في الظل والحركة، للتصوير في نفس الوقت. كما أدى بيع الألوان الزيتية في أنابيب إلى ظهور الأصباغ الجديدة المبهرة - أصفر الكروم وأزرق الكادميوم - التي اخترعها الكيميائيون الصناعيون بحلول القرن التاسع عشر.جعلت الأنابيب الانطباعيين أحرارًا في التلوين بسرعة، وعلى كامل اللوحة، بدلاً من أقسام محددة بلون واحد بعناية في كل مرة؛ باختصار، أن يرسموا مباشرة باللون الزيتي - تتسابق عبر قماش كل الألوان التي تأتي في متناول اليد، مستلهمين اسمهم «الانطباعيين» - لأن مثل هذه الفرشاة سريعة وجريئة وعبث من الألوان المنفصلة جعل النقاد المعاصرين يعتقدون أن لوحاتهم كانت مجرد انطباعات، وليست لوحاتٍ مكتملة، والتي كان يجب ألا تمتلك أي علامات مرئية للفرشاة على الإطلاق، وسلسه (بلا آثار التحام) تحت طبقات من الورنيش.
قال بيير-أوجست رينوار « بدون ألوان في الأنابيب، لم يكن ليصبح هناك سيزان، أو مونيه، أو بيزارو، أو انطباعية»
أخيرًا، اعتُبرت التقنيات المتأنية والواقعية المفرطة للكلاسيكية الفرنسية الجديدة جافةً وعديمة الحيوية عند مقارنتها بالرؤية الرائعة الجديدة  للعالم التي اتضحت عبر الاختراع الجديد للتصوير الفوتوغرافي بحلول منتصف خمسينيات القرن التاسع عشر. لم يكن الأمر فحسب القدرة المتزايدة لهذا الاختراع الجديد، وخاصة بواسطة المخترع الفرنسي داجوريري، ما جعل واقعية الصورة المرسومة زائدة عن الحاجة لكونه تنافس عمدا في ديوراما باريس مع لوحات تاريخية واسعة النطاق (كبيرة الحجم). فقد بدت موضوعات الكلاسيكية الجديدة، التي تقصرها التقاليد الأكاديمية على الأساطير اليونانية والرومانية، والمعارك التاريخية، والقصص التوراتية، مبتذلة ومحدودة  بشكل فاضح (مشين)  للفنانين الذين يتوقون إلى استكشاف العالم الفعلي أمام أعينهم التي كشفت عنها الكاميرا - الحياة اليومية، مجموعات عفوية من الناس العاديين تقوم بأشياء بسيطة، وباريس نفسها، والمناظر الطبيعية الريفية وعلى الأخص لعبة الضوء المُلتقط - وليس التأليه الخيالي للأحداث الماضية التي لم تُرَ. أثرت أوائل الصور على الأسلوب الانطباعي باستخدامها لعدم التناسق، والقص وبشكل أوضح تغبش الحركة، كما تم التقاطها عن غير قصد في السرعات البطيئة للغاية للتصوير المبكر.
وضع إدغار ديغا، وكلود مونيه، وبيير أوغست رينوار - في تأطيرهم، لاستخدام اللون، والضوء والظل، والموضوع - هذه الابتكارات لبدء العمل على خلق لغة جديدة من الجمال البصري والمعنى.